# トーマス・ブリスベーン

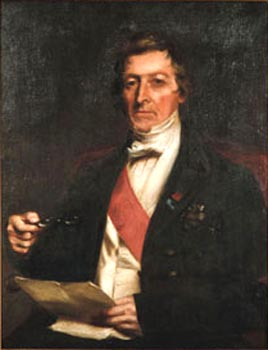
サー・トーマス・マクドゥーガル・ブリスベーン

サー・トーマス・マクドゥーガル・ブリスベーン準男爵（英: Sir Thomas Makdougall Brisbane, 1st Baronet、1773年7月23日 - 1860年1月27日）は、イギリスの軍人・植民地施政官である。 ロイヤル・ゲルフ勲章ナイト・グランド・クロス勲爵士（GCH）、バス勲章 ナイト・グランド・クロス勲爵士（GCB）、王立協会フェロー（FRS）、エディンバラ王立協会フェロー（FRSE）。
天文学者としても活躍し、1835年に南半球の恒星の星表、ブリスベーン・カタログを出版した。1828年の王立天文学会ゴールドメダルの受賞者。

## 生涯
1773年7月23日、スコットランドのエアシャイアにサー・トーマス・ブリスベーンの息子として誕生、エディンバラ大学で天文学と数学を学ぶ。1789年もしくは1793年に陸軍に入隊、フランドル、西インド諸島、スペイン、北アメリカで活動。初代ウェリントン公爵アーサー・ウェルズリーのもとで働き、ウェリントンの推薦により1821年にオーストラリア・ニューサウスウェールズの総督に任命された。植民地の農業の発展、通貨制度の改良などに功績があり、名前がオーストラリアのブリスベン川、ブリスベン市に残されている。植民地の支配階層との争いにより1825年に総督を解任されスコットランドに帰国。1936年、1938年に軍人としての復帰を要請されたが断り天文学の研究などを続けた。 
天文家としての活動は1808年に自宅に私設天文台を建設して観測を行った。その観測結果は航海システムの進歩に貢献した。オーストラリアへも彼の観測機器と2人の助手、カール・ルートヴィヒ・クリスティアン・ルムカー、ジェイムズ・ダンロップを伴い、パラマッタにオーストラリアで初めての本格的な天文台を設立した。1828年に王立天文学会ゴールドメダルを受賞し、1835年に南半球の7,385個の星を収録したブリスベーン・カタログを出版した。スコットランドに戻った後もケルソーの近くの妻の領地に天文台を設立し、天文観測を続けた。1832年にサー・ウォルター・スコットの後をついでエディンバラ王立協会の会長に選ばれた。科学研究の後援のためにエディンバラ王立協会ゴールドメダルを創設した。

## 名祖
- オーストラリア、クイーンズランド州のブリスベン、ブリスベン川、トーマス・ブリスベン卿天文台[※ 1]。
- 月のブリスベン・クレーター（英語版）。

カリフォルニア州の都市、ブリスベンは彼にちなんでいない。